# 17. komando divizija (Irak)
17. komando divizija je specialna (komando) divizija Iraške kopenske vojske, ki spada pod okrilje Centralnih sil IKV.

## Organizacija
- Štab
- 17. bataljon specialnih sil
- 17. komando bataljon
- 23. komando brigada
- 25. komando brigada
- 55. komando brigada
- 17. poljski artilerijski polk
- 17. poljski artilerijski polk
- 17. lokacijsko poveljstvo

- 17. bazna varnostna enota
- 17. vzdrževalna baza
- 17. motorizirani transportni polk

- 17. divizijski trenažni center